# Kumano (incrociatore)
Il Kumano (熊野?) è stato un incrociatore pesante appartenente alla Marina imperiale giapponese, quarta e ultima unità della classe Mogami e così chiamato in onore del fiume omonimo che scorre nella porzione centrale di Honshū. Fu varato dal cantiere di Kōbe nell'ottobre 1936 come incrociatore leggero e assunse il suo aspetto definitivo dopo che, nel 1939-1940, fu dotato di cinque torri binate con cannoni da 203 mm.
Appartenente alla 7ª Divisione incrociatori, nel corso degli anni trenta prestò servizio nel teatro di guerra cinese. Con l'inizio delle ostilità sul fronte del Pacifico fu assegnato con le navi sorelle alla 2ª Flotta e scortò diversi convogli militari. Dopo aver partecipato attivamente alla riuscita incursione giapponese nell'Oceano Indiano (prima decade di aprile), tornò in patria e, raddobbato, fece parte della grande armata navale riunita dall'ammiraglio Isoroku Yamamoto per occupare l'atollo di Midway, non avendo che una parte marginale nell'omonima battaglia. Da agosto a dicembre partecipò alla campagna di Guadalcanal, scortando le portaerei della 3ª Flotta nelle battaglie delle Salomone Orientali e delle isole Santa Cruz. All'inizio del 1943 lasciò il teatro del Pacifico sud-occidentale, tornò in patria e incrementò la dotazione contraerea, prima di riprendere servizio in compiti di trasporto truppe alle basi nipponiche d'oltreoceano; durante una di queste missioni fu mancato di striscio da una bomba, il che lo costrinse a rimanere in riparazione sino alla fine di ottobre.
Tornato in azione prima della fine dell'anno, nel febbraio 1944 abbandonò la base aeronavale di Truk e si trasferì alle isole Lingga (vicino a Singapore) dove attese a continue esercitazioni. A metà giugno salpò con il resto della 1ª Flotta mobile e fu presente alla battaglia del Mare delle Filippine, senza però incidere sugli eventi; rientrò in patria e aumentò ancora la contraerea di bordo prima di tornare a sud. Mobilitato con il resto della 2ª Flotta per la battaglia del Golfo di Leyte, combatté nello scontro al largo dell'Isola di Samar ed ebbe metà prua asportata da un siluro; dopo una sofferta ritirata, riuscì a raggiungere la rada di Coron e poi Manila, dove ricevette riparazioni provvisorie. All'inizio di novembre salpò inquadrato in un piccolo convoglio, che finì in mezzo a un grupo di sommergibili statunitensi: gravemente colpito, dovette essere trainato sino alla rada della cittadina di Santa Cruz, dove iniziarono frenetici lavori per rimettere a nuovo le macchine. Il 25 novembre 1944, tuttavia, si verificò un'incursione aerea e, raggiunto da numerosi ordigni, si capovolse e affondò nella baia.

## Caratteristiche
Il Kumano formava con i gemelli Mogami, Mikuma e Suzuya la classe Mogami, derivata da un progetto che la stipula del trattato navale di Londra, nell'aprile 1930, aveva costretto a mettere da parte. Pensata inizialmente come gruppo di incrociatori leggeri, prevedeva sei esemplari da 8 630 tonnellate, dotati di quindici cannoni da 155 mm in cinque torri trinate, dodici tubi lanciasiluri da 610 mm e capaci di 37 nodi di velocità. Inoltre lo stato maggiore generale impose di concepire le navi perché fosse possibile, in futuro, rimuovere le torri originarie per imbarcarne altre con pezzi da 203 mm. Sin da subito si comprese che le specifiche erano esagerate e già nel 1931 fu preventivato un dislocamento di 9 650 tonnellate: allo scopo di contenere il peso (obiettivo del tutto mancato), fu introdotta massicciamente la saldatura e la struttura portante dello scafo fu ridotta in maniera drastica.
Il Kumano presentava una lunghezza alla linea di galleggiamento di 197 metri (201,50 fuori tutto), una larghezza massima di 18 metri e un pescaggio di 5,50 metri. Il dislocamento a pieno carico durante le prove in mare fu calcolato in 10 993/11 200/11 529. L'unità era gestita da un equipaggio di 860 tra ufficiali, sottufficiali e marinai. L'armamento principale comprendeva quindici cannoni Type 3 da 155 mm lunghi 60 calibri (L/60) suddivisi in cinque torri, disposte due a poppa sovrapposte e tre a prua: di queste, la centrale era la più bassa e poteva sparare solo in bordata. Sul primo ponte (nella sezione compresa tra le torri poppiere e l'imponente fumaiolo, altra peculiarità della classe) furono ricavate quattro camere – due per murata – dove furono posti altrettanti impianti trinati di lanciasiluri da 610 mm brandeggiabili, equipaggiati con un sistema di ricarica rapida. Numerosa era la dotazione contraerea, con quattro impianti binati in torri corazzate ospitanti pezzi Type 89 da 127 mm L/40, quattro installazioni doppie di cannoni Type 96 da 25 mm L/60 e due doppie di mitragliatrici pesanti Type 93 da 13,2 mm. Sul ponte di poppa, infine, si trovavano due catapulte e due hangar per il ricovero di quattro idrovolanti da ricognizione.
L'apparato motore era costituito da dieci caldaie Kanpon che alimentavano quattro turbine a ingranaggi a vapore, a ciascuna delle quali era vincolato un albero motore con elica; era erogata una potenza totale di 152 000 shp e la velocità massima toccava i 37 nodi. La riserva di carburante arrivava a 2 389 tonnellate di olio combustibile, permettendo un'autonomia pari a 7 500 miglia alla velocità di 14 nodi. La corazzatura aveva rinunciato alle linee curve delle precedenti classi e presentava uno spessore di 100 mm alla cintura (65 mm per la parte sommersa), cui erano solidali controcarene spesse 65 mm (25 mm nella fascia inferiore, dove si trovava lo scafo a doppio fondo); cintura e controcarene arrivavano a 140 mm in corrispondenza delle riservette. Le paratie stagne trasversali allo scafo erano spesse 105 mm, attorno alle macchine di governo 100 e 35 mm; il ponte di coperta era spesso 60 (zone orizzontali) o 35 mm (aree inclinate), il primo ponte 40 mm, torri d'artiglieria e barbette 25 mm. La torre di comando era racchiusa in un guscio spesso 100 mm, dimezzato per il tetto.

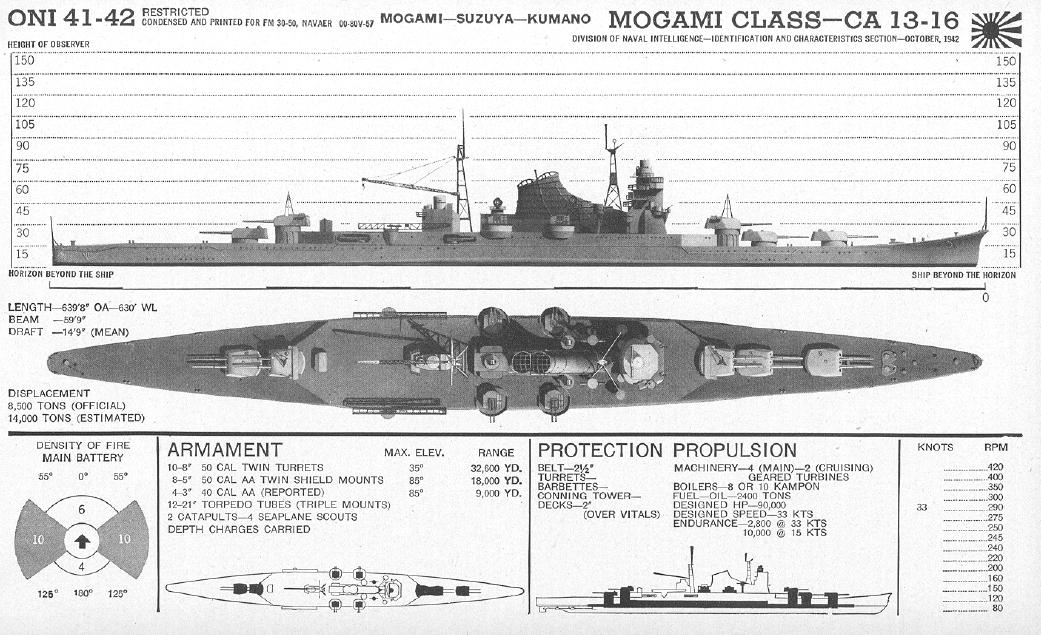
Pianta e profilo della classe, editi dall'Office of Naval Intelligence della United States Navy

Già in fase di completamento il Kumano e il resto della classe cominciarono a essere modificati: dopo l'incidente occorso alla torpediniera Tomozuru (il 12 marzo 1934 si rovesciò durante una tempesta, a causa del baricentro troppo alto e del rapporto negativo tra larghezza e dislocamento), gli hangar furono eliminati e gli idrovolanti ridotti a tre, la torre di comando, le sovrastrutture di prua e l'albero di trinchetto ridimensionati. Inoltre il Kumano e il Suzuya furono privati di due caldaie Kanpon, senza che questo influisse sulla velocità, e ne fu moderata la distanza interna tra i ponti. Nell'estate-autunno del 1935 le prove di tiro del Mogami e del Mikuma e il cosiddetto incidente della 4ª Flotta, sorpresa da un violento tifone durante un'esercitazione tra Hokkaidō e le isole Curili che provocò danni anche molto gravi su numerose navi, resero evidente che i Mogami erano strutturalmente troppo fragili. Il completamento del Kumano fu perciò fermato e, dalla fine del 1936, fu rimesso in bacino e sottoposto a una profonda ricostruzione: quasi tutte le giunzioni saldate furono rimpiazzate con i più tradizionali rivetti, le paratie trasversali furono irrobustite, furono aggiunte controcarene più larghe su quelle originarie, le sovrastrutture furono ulteriormente abbassate e la riserva di siluri fu ridotta ad appena sei ordigni. A lavori terminati il dislocamento era salito a 13 230 tonnellate a pieno carico, il pescaggio a 5,90 metri e la larghezza a 19,20 metri, a detrimento della velocità massima (35 nodi).
Dopo la denuncia del trattato del 1930 e il rifiuto del suo rinnovo, si poté procedere tra il 1939 e la primavera 1940 alla sostituzione delle artiglierie principali con cinque torri binate, ospitanti dieci cannoni Type 3 modello 2 da 203 mm L/50: il Kumano fu così riclassificato incrociatore pesante, incrementò il suo dislocamento a 13 668 tonnellate e la larghezza dello scafo a 20,20 metri. Durante quest'intervento furono inoltre introdotti i siluri Type 93 da 610 mm nei lanciatori (con scorta di dodici armi) e rimpiazzate le catapulte con modelli recenti più capaci.

## Servizio operativo

### Costruzione e primi anni
L'incrociatore leggero Kumano fu ordinato nell'anno fiscale edito dal governo giapponese nel 1931. La sua chiglia fu impostata nel cantiere navale di Kōbe, gestito dalla Kawasaki, il 5 aprile 1934 e il varo avvenne il 15 ottobre 1936; fu completato e immesso in servizio il 31 ottobre 1937.
Non appena iscritto nei registri della Marina imperiale giapponese, fu unito con il Mogami, il Mikuma e il Suzuya nella 7ª Divisione incrociatori, spendendo il successivo anno in operazioni di pattugliamento e appoggio lungo le coste della Cina; fermo in porto in vista del potenziamento dell'artiglieria principale, il Kumano si riunì ai gemelli nella 7ª Divisione il 1º maggio 1940. Dopo altri mesi di azioni nel Mar Cinese Orientale, fu inviato nelle acque dell'Indocina francese allo scopo di fare pressione sul locale governo coloniale e favorire la mediazione nipponica nella guerra franco-thailandese, tornando in patria in febbraio. Tra il 1937 e il 1941 il Kumano fu al comando dei seguenti capitani di vascello: Shōji Nishimura (31 ottobre 1937-18 maggio 1939), Sukeyoshi Yatsushirō (18 maggio-15 novembre 1939), Kaoru Arima (15 novembre 1939-15 ottobre 1940), un ufficiale rimasto ignoto (15 ottobre 1940-25 maggio 1941) e Kikumatsu Tanaka.

### 1941-1942
Il 16 luglio 1941 la 7ª Divisione al completo, capitanata dal contrammiraglio Takeo Kurita issante le sue insegne sul Kumano, salpò da Kure, raggiunse il 22 Samah (Hainan) e fornì copertura a distanza all'occupazione giapponese dell'Indocina; attese dunque l'arrivo di un convoglio carico di truppe e lo scortò sino a Saigon assieme all'incrociatore pesante Ashigara e alla 2ª Divisione portaerei (Soryu, Hiryu): arrivato il 30, il Kumano ripartì il giorno dopo con i gemelli e si fermò dal 7 al 19 agosto nella baia di Sukomo in Giappone, prima di procedere per Kure dove gettò le àncore il 20. Il 20 novembre il Kumano fu trasferito con il resto della divisione alle dipendenze della 4ª Flotta del viceammiraglio Shigeyoshi Inoue e fu confermato nel suo ruolo di nave ammiraglia: quel giorno i gregari, più l'incrociatore pesante Chokai, salparono alla volta di Samah, ove il Kumano li raggiunse il 29 novembre. Il 2 dicembre la divisione fu posta sul piede di guerra e il 4 salpò inquadrata nel gruppo navale del viceammiraglio Jisaburō Ozawa, comprendente inoltre il Chokai, l'incrociatore leggero Yura e i cacciatorpediniere Fubuki, Shirakumo, Ayanami, Isonami, Shikinami, Shirayuki, Murakumo e Hatsuyuki. L'8 dicembre il Mogami coprì gli sbarchi nipponici a Singora, Patani e Kota Bharu, poi si preparò a combattere contro la Forza Z britannica localizzata dal sommergibile I-65 ma, poiché tale formazione fu respinta con gravi perdite dall'11ª Flotta aerea, ebbe nuovi ordini di recarsi in Indocina. Il 13 il Kumano salpò dalla baia di Cam Ranh assieme al Suzuya per vigilare sugli sbarchi a Miri, nel Borneo britannico settentrionale, avvenuti facilmente il 16; rientrato alla baia il 27 dicembre, tra il 5 e il 10 gennaio 1942 fu impegnato con il gemello nella difesa di vari convogli in transito. Il 16 gennaio 1942, accompagnati dagli incrociatori Chokai, Yura, Sendai e vari cacciatorpediniere, il Kumano e le unità sorelle effettuarono una sortita contro forze navali nemiche, che però non furono localizzate. Il 19 salpò nuovamente e, con il Suzuya e i cacciatorpediniere Ayanami e Isonami coprì l'approdo di truppe imperiali alle isole Anambas; occupate con facilità, il Kumano fu inviato a nord-ovest, si unì allo Yura e collaborò a supportare le operazioni anfibie presso Endau, sulla costa malese. Il 30 rientrò a Cam Ranh con il Suzuya e i due cacciatorpediniere. Il 10 febbraio salpò con il resto della divisione e il Chokai di scorta a un convoglio di venticinque cargo, che tre giorni dopo effettuò un riuscito sbarco a Palembang e sull'isola di Bangka: in questa occasione gli incrociatori sfuggirono alla caccia del sommergibile USS Searaven, allertato da un messaggio Ultra. La 7ª Divisione si riunì dunque in mare e si portò alle Anambas il 17 febbraio, ove si procedette al rifornimento di carburante e munizioni; la settimana successiva gli incrociatori salparono, assegnati al gruppo occidentale per l'invasione di Giava, ma il Kumano e il Suzuya furono subito dirottati per difendere gli sbarchi a Indramayu.

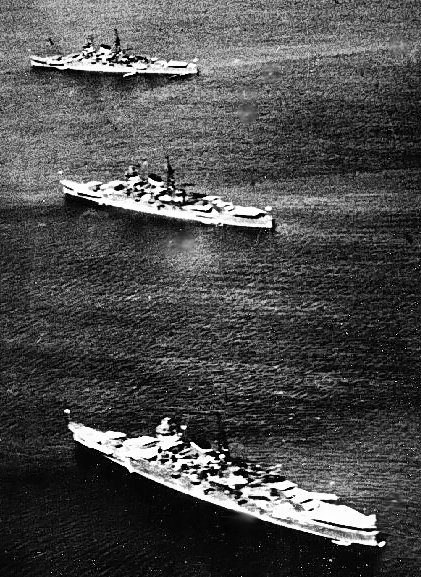
Il Kumano in primo piano, assieme al Mikuma e al Suzuya, ormeggiati in una baia del Giappone prima della guerra

Il 4 marzo la 7ª Divisione al completo lasciò le acque di Giava e si portò alla base navale di Singapore, dove attese il Chokai prima di intraprendere, il 12, la copertura agli sbarchi nella Sumatra settentrionale. Rientrati a Singapore, il Kumano e gli altri quattro incrociatori ne ripartirono il 20 alla volta di Mergui (Birmania), ove si riunì la 1ª Flotta aerea del viceammiraglio Chūichi Nagumo e una parte della 2ª Flotta del viceammiraglio Nobutake Kondō per condurre vaste operazioni nell'Oceano Indiano. Il 1º aprile la divisione salpò inquadrata nella squadra del viceammiraglio Ozawa, che riuniva anche il Chokai, lo Yura, la portaerei leggera Ryujo e quattro cacciatorpediniere, incaricata di attaccare il traffico mercantile nel Golfo del Bengala: il 5 aprile il Kumano, il Suzuya e lo Shirakumo furono costituiti in gruppo autonomo sotto il contrammiraglio Kurita, che nel corso della giornata sorprese un convoglio e affondò un piroscafo statunitense, quattro fregate e una nave da carico britannici. L'11 aprile, dopo aver distrutto oltre venti unità mercantili, la squadra di Ozawa fece il suo ingresso a Singapore e da qui il Kumano guidò le unità gemelle sino nel rientro a Kure, ove gettò le àncore il 22 e dove Kurita fu promosso viceammiraglio. Dal 4 al 12 maggio rimase in bacino di carenaggio per revisione e pulizia dello scafo, poi dal 15 al 18 completò un'esercitazione con le navi da battaglia Yamato, Nagato e Mutsu nella rada di Hashirajima. Il 22 l'intera 7ª Divisione partì e arrivò quattro giorni dopo a Guam, dove si stava concentrando la 2ª Flotta (cui apparteneva) per formare un solido schermo al convoglio d'invasione per l'atollo di Midway, guidato dal contrammiraglio Raizō Tanaka e forte di dodici trasporti con 5 000 uomini. Nel dettaglio, il Kumano fu affiancato al gruppo di supporto ravvicinato, che doveva sostenere con il proprio tiro lo sbarco. L'operazione ebbe inizio il 28 maggio e portò il 4 giugno alla battaglia delle Midway, segnata quasi subito dalla distruzione di tre portaerei della 1ª Flotta aerea; nel pomeriggio perciò l'ammiraglio Isoroku Yamamoto, in un tentativo estremo di neutralizzare le pericolose forze aeree statunitensi basate sull'atollo, ordinò di condurre un bombardamento notturno: Kondō inviò la 7ª Divisione e i cacciatorpediniere Arashio e Asashio che, vista la grande distanza dall'obiettivo, si lanciarono ad alta velocità a nord-est; poco dopo la mezzanotte, comunque, il Kumano e il resto della divisione ricevettero ordine di tornare indietro, Alle 21:38 l'ammiraglia lanciò l'allarme dopo aver scorto il sommergibile USS Tambor, navigante in emersione, e ordinò un'accostata generale per 45°; la manovra fu però mal interpretata dal Mikuma che, terzo nella linea di fila, dirottò per 90° e tagliò la strada al Mogami, che non seppe evitare una dura collisione. Kurita ebbe poco dopo ordini di lasciare le due unità danneggiate con i cacciatorpediniere (il Mikuma fu poi affondato da ripetuti attacchi aerei) e di riunirsi alla 2ª Flotta. Raggiunta la base aeronavale di Truk il 13, il Kumano e il Suzuya fecero rotta per Kure accompagnati dai cacciatorpediniere Arare e Kasumi: giunsero a destinazione il 23, dove passarono al comando del contrammiraglio Shōji Nishimura. Il 14 luglio la 7ª Divisione, ridotta ai due incrociatori, fu trasferita dalla 2ª Flotta alla 3ª Flotta, erede della disciolta 1ª Flotta aerea.
Il 17 luglio il Kumano e il gemello lasciarono Hashirajima e fecero tappa a Singapore, dove si unirono a numerose altre unità prima di preocedere il 28 per Mergui, base per condurre una seconda incursione nell'Oceano Indiano: arrivati il 30 dopo essere sfuggiti al sommergibile Hr. Ms. O-23, il 7 agosto i due incrociatori furono urgentemente richiamati sul fronte del Pacifico meridionale in seguito all'improvviso sbarco statunitense su Guadalcanal. Dopo una sosta di due giorni a Balikpapan per rifornimento, il Kumano e il Suzuya si riunirono il 23 in alto mare, non lontano da Truk, alla 3ª Flotta: assieme alle forze da battaglia della 2ª Flotta, essa doveva distruggere le portaerei statunitensi e consentire l'approdo sicuro a un convoglio salpato da Rabaul, piazzaforte dalla quale avrebbe dato sostegno l'8ª Flotta del viceammiraglio Gun'ichi Mikawa. Nei giorni seguenti si svolse la battaglia delle Salomone Orientali, risoltasi in una sconfitta tattico-strategica per i giapponesi che persero anche la portaerei Ryujo. Rientrato il 5 settembre a Truk, il Kumano e il Suzuya rimasero in mare dal 9 al 23, in una serie di manovre a nord delle isole Salomone compiute dalla squadra di portaerei, dalle corazzate Hiei e Kirishima e dal 10º Squadrone cacciatorpediniere: nel corso del pattugliamento si verificò l'attacco di dieci bombardieri Boeing B-17 Flying Fortress decollati da Espiritu Santo e il Kumano ebbe danni leggeri a un impianto da 25 mm, colpito da alcune schegge. L'11 ottobre la 7ª Divisione salpò da Truk assieme alle portaerei e a una scorta di cacciatorpediniere, fece rifornimento in mare e le protesse nel corso dell'incerta battaglia delle isole Santa Cruz, conclusa con la distruzione della portaerei USS Hornet e pesanti perdite tra i piloti nipponici. Il 2 novembre il Kumano lasciò Truk, giunse cinque giorni dopo a Kure e tra il 15 e il 20 novembre rimase in bacino di carenaggio; il 22 poté ripartire e si fermò il 27 a Manila, dove nei giorni seguenti prese a bordo reparti dell'esercito imperiale destinati a Rabaul. Giunse a destinazione il 4 dicembre e il 6 si spostò a Kavieng (Nuova Irlanda), dove attendeva il contrammiraglio Nishimura che scelse il Kumano come sua ammiraglia. L'incrociatore effettuò tra il 12 e il 13 un trasporto truppe a Lorengau, nelle isole dell'Ammiragliato, prima di andare incontro a un periodo di inattività rimanendo all'àncora a Kavieng.

### 1943

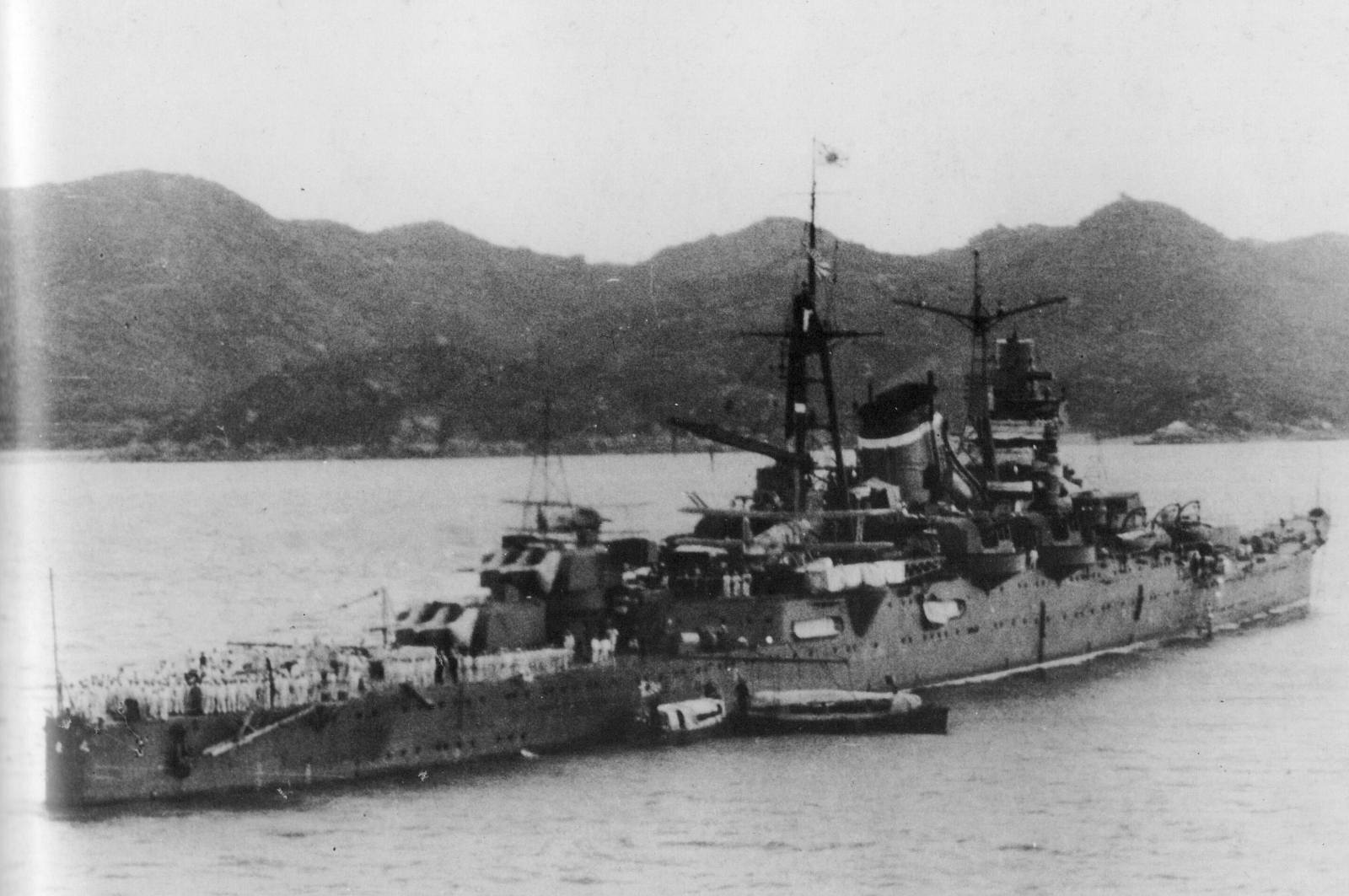
Il Kumano ripreso di tre quarti da poppa: le torri sono ancora quelle trinate con cannoni da 155 mm

L'11 febbraio 1943 il Kumano salpò da Kavieng e il 13 si fermò a Truk, riunendosi al Suzuya e passando, il 27, al comando del capitano di vascello Shunzō Fujita. Dopo un mese circa di totale inazione, la 7ª Divisione partì alla volta di Kure il 24 marzo. Giunto alla città, il Kumano fu tratto in secca il 6 aprile e sottoposto a una rapida revisione; sul ponte di coperta furono inoltre aggiunte quattro installazioni triple di cannoni Type 96 da 25 mm (le mitragliatrici Type 93 furono invece sbarcate) e sulle sovrastrutture prese posto un radar Type 21 per la localizzazione di bersagli aerei e navali. Il 15 aprile fu rimesso in acqua e iniziò un periodo di esercitazioni nel Mare interno di Seto, sempre affiancato dal gemello. Il 20 maggio, da Tokuyama dove si trovavano, il Kumano, il Suzuya e il Mogami (trasformato in "incrociatore-portaerei") si spostarono alla baia di Tokyo in vista di un massiccio intervento di superficie nelle isole Aleutine, investite dalla controffensiva statunitense: la resa di Attu il 30 maggio, però, fece sfumare i propositi nipponici e il 2 giugno il Kumano tornò a Hashirajima. L'11 la 7ª Divisione si spostò a Yokosuka, imbarcò truppe e il 16 salpò inquadrata in una formazione che comprendeva le due corazzate Kongo, Haruna, le portaerei Ryuho, Unyo, Chuyo e sette cacciatorpediniere; sfuggì a due attacchi di sommergibili e arrivò indenne a Truk il 21. Qui il Kumano e il gregario furono affiancati dal cacciatorpediniere Niizuki per la tratta finale del viaggio a Rabaul (25 giugno), dove la fanteria fu fatta sbarcare; la 7ª Divisione tornò immediatamente a Truk, poi ordini nuovi la ridestinarono a Rabaul, ove gettò le àncore il 9 luglio. Da qui salpò il 18 luglio assieme al Chokai, all'incrociatore leggero Sendai e quattro cacciatorpediniere per difendere una missione di rifornimento a Kolombangara: al largo dell'isola, però, si verificò un attacco condotto da aerosiluranti Grumman TBF Avenger dell'AirSols, armati con bombe. Un ordigno scoppiò vicino alla prua del Kumano e le onde urto piegarono alcune lastre dello scafo. Completata la missione, la squadra nipponica ripiegò a grande velocità e il 21 fece il suo ingresso a Rabaul. Sino al 29 il Kumano rimase in riparazioni d'emergenza a fianco della nave officina Yamabiko Maru, quindi il 31 luglio partì alla volta di Truk, dove la nave officina Akashi effettuò altri interventi. Il 28 agosto il Kumano poté salpare e fare rotta su Kure, toccata il 2 settembre; nell'arsenale l'incrociatore fu oggetto di raddobbo, completato il 31 ottobre.
Il 3 novembre il Kumano salpò e raggiunse l'8 Truk. Il 24 novembre, in risposta al massiccio attacco statunitense alle isole Gilbert, il Kumano partì urgentemente assieme al Suzuya, al 2º Squadrone (incrociatore Noshiro e cacciatorpediniere Hatsuzuki, Suzutsuki, Fujinami, Hamakaze) e ai cacciatorpediniere Yamagumo, Maikaze, Nowaki. La sortita avvenne comunque troppo tardi e, dopo alcune tappe alle isole Marshall, il 5 dicembre la squadra già rientrava a Truk. Il Kumano tornò in azione il 26, incaricato con il Suzuya di una missione trasporto truppe per Kavieng, che però fu annullata dopo che un velivolo avversario li ebbe localizzati; ritentata il 29, la missione ebbe successo.

### 1944 e l'affondamento
Il 1º gennaio 1944 il Kumano e il Suzuya rientrarono a Truk, dove l'8ª Divisione incrociatori fu disattivata; il Tone e il Chikuma confluirono perciò nella 7ª Divisione. Il 1º febbraio, al seguito della 2ª e 3ª Flotta, essa abbandonò la grande base, troppo esposta in seguito all'investimento delle Marshall occidentali da parte della Quinta Flotta statunitense: giunta alle isole Palau, proseguì dal 16 verso Singapore. Sgusciati tra vari sommergibili americani, il 21 il Kumano e i gregari arrivarono alle isole Lingga, nuovo ancoraggio delle squadre da battaglia giapponesi, attorno al quale presero parte a simulazioni di battaglie ed esercitazioni nei mesi successivi. Nel corso di questo periodo la 7ª Divisione passò al comando del viceammiraglio Kazutaka Shiraishi (20 marzo), che prese posto sul Kumano, e le due flotte furono riorganizzate nella cosiddetta 1ª Flotta mobile (Dai-Ichi Kidō Kantai) del viceammiraglio Ozawa, una formazione più elastica a imitazione delle Task force statunitensi; il Kumano passò poi agli ordini, il 29 marzo, del capitano di vascello Soichirō Hitomi Nel corso di una revisione a Singapore, inoltre, il Kumano imbarcò otto cannoni Type 96 da 25 mm, ciascuno su proprio affusto. L'11 maggio seguì lo spostamento dello scaglione comandato dal viceammiraglio Kurita a Tawi Tawi, proseguì con il Suzuya sino a Tarakan, ove il 17 completò il rifornimento di carburante. Circa un mese più tardi scattò l'operazione statunitense Forager, l'invasione delle isole Marianne meridionali con larga copia di mezzi da sbarco e navi da guerra; il successore dell'ammiraglio Kōga, Soemu Toyoda, ordinò alla 1ª Flotta mobile di opporsi ed essa salpò il 13 giugno, venendo avvistata in breve da un sommergibile. Dopo un rifornimento a Guimaras, fece rotta per il Mare delle Filippine e il 17 avvenne un secondo rifornimento in mare, che coinvolse anche il Suzuya; quindi la flotta si portò a ovest dell'arcipelago attaccato e il 19-20 giugno combatté la rovinosa battaglia del Mare delle Filippine, terminata con la perdita delle portaerei Shokaku, Taiho e Hiyo. Dopo la sconfitta, il Kumano condusse verso nord-est la 7ª Divisione e si fermò all'Isola di Okinawa il 22; due giorni più tardi riprese la navigazione e raggiunse la baia di Hashirajima, da dove proseguì per Kure. L'arsenale aggiunse al Kumano quattro impianti trinati di pezzi Type 96 e sedici altri in installazioni individuali, oltre a inchivardare sulle sovrastrutture un radar Type 22 e un radar Type 13, che permisero finalmente un controllo centralizzato del tiro contraereo.

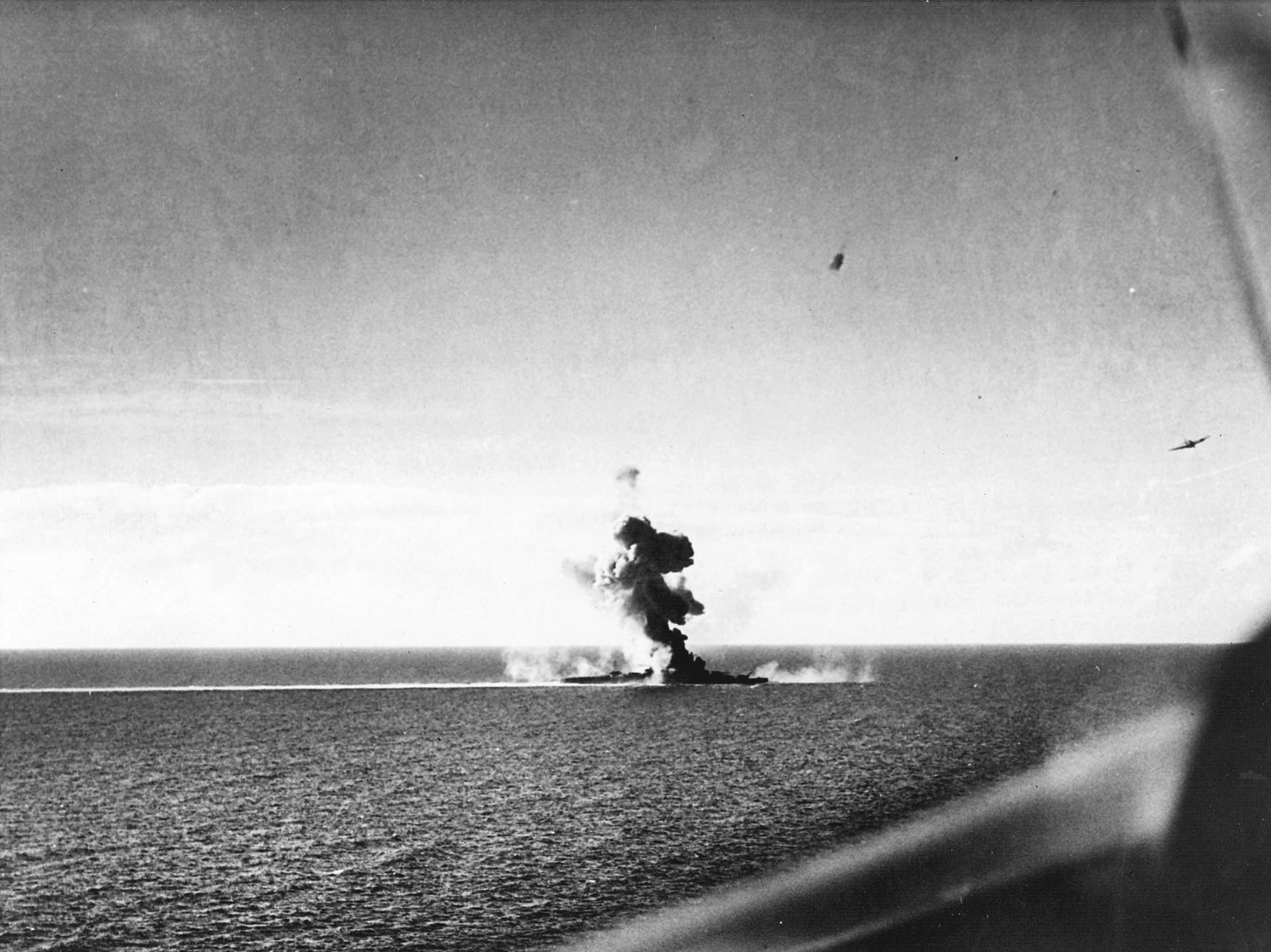
Il Kumano, in ripiegamento dopo lo scontro di Samar, viene bersagliato dai velivoli statunitensi nel Mare di Sibuyan. In alto a destra si nota un Helldiver in picchiata e si può anche intuire lo stato della prua

L'8 luglio la 7ª Divisione al completo, assieme alla 1ª Divisione corazzate (Yamato, Musashi), alla 4ª Divisione incrociatori e all'incrociatore Noshiro conducente il 2º Squadrone cacciatorpediniere, salpò da Kure con un importante carico di uomini, vettovaglie e munizioni: dopo una breve sosta a Okinawa il 10, arrivò senza problemi a Singapore il 16 luglio e trasferì a terra rinforzi e rifornimenti. Il giorno seguente il Kumano condusse i gregari alle isole Lingga per riunirsi alla 1ª Flotta mobile. Il 18 ottobre queste forze fecero rotta per le Filippine secondo le direttive del piano Shō-Gō 1, un complesso contrattacco navale all'invasione statunitense dell'isola di Leyte e quindi alla minaccia gravante sull'arcipelago. La forza di portaerei, al diretto comando del viceammiraglio Ozawa, avrebbe attirato verso nord la potente Terza Flotta statunitense e lasciato campo libero alla 2ª Flotta (viceammiraglio Kurita) e alla 5ª Flotta (viceammiraglio Kiyohide Shima), provenienti rispettivamente dallo Stretto di San Bernardino e dallo Stretto di Surigao. Il Kumano e la 7ª Divisione furono assegnati alla prima squadra: dopo un'ultima tappa alla baia di Brunei, gli incrociatori salparono il 22 con le altre navi e sopravvissero senza danni alla traversata del Mare di Sibuyan, effettuata il 24 ottobre sotto l'imperversare dei velivoli della Terza Flotta americana. La mattina presto del 25 Kurita, disceso dallo stretto, s'imbatté nel Task group 77.4 (formato da portaerei di scorta e naviglio leggero) al largo dell'Isola di Samar e ingaggiò una battaglia estremamente confusa: le unità giapponesi dovettero affrontare i disordinati ma continui assalti di velivoli imbarcati e i coraggiosi delle unità siluranti statunitensi. Verso le 07:00 i cacciatorpediniere USS Hoel, USS Heermann e USS Johnston si erano gettati contro le navi giapponesi e, da 9 000 metri, fecero partire vari siluri nonostante le cortine di fumo impedissero una visuale ottimale; uno degli ordigni del Johnston, che aveva fatto fuoco alle 07:20, raggiunse il Kumano. Una larga sezione della prua fu divelta dall'esplosione e il Kumano sbandò immediatamente; il viceammiraglio Shiraishi fu costretto ad abbandonare l'incrociatore per alzare le sue insegne sul gemello Suzuya. Il Kumano ripiegò dunque verso lo Stretto di San Bernardino a 15 nodi, inseguito nella tarda mattinata del 25 da aerosiluranti TBF Avenger e bombardieri in picchiata Curtiss SB2C Helldiver lanciati dal Task Group TG 38-1 del viceammiraglio John McCain (proveniente da Ulithi); una bomba scoppiò a pochi metri e furono accusati danni.
Il 26 ottobre il Kumano fu raggiunto da apparecchi appartenenti alla portaerei USS Hancock, che lo centrarono con tre bombe da 500 libbre (circa 230 chili) mentre navigava con rotta ovest nel Mare di Sibuyan. Con gravi danni a bordo, il Kumano ebbe ordine di fermarsi a Coron (Palawan); affiancato dall'incrociatore pesante Ashigara e dal cacciatorpediniere Ushio, raggiunse la rada e fece rifornimento di carburante assieme a svariate altre navi, sopravvissute alla battaglia del Golfo di Leyte. Nella notte del 27-28 partì assieme al cacciatorpediniere Okinami per Manila e vi si fermò il giorno successivo; fu subito oggetto di riparazioni provvisorie alla prua e a quattro caldaie avariate e, benché fermo, non fu colpito durante un'incursione della TF 38 avvenuta il 29. Alle 01:00 del 4 novembre il Kumano poté salpare e fu aggregato con l'incrociatore pesante Aoba a un convoglio che comprendeva sei fregate/trasporti, due navi scorta kaibokan e cinque cacciasommergibili. Il giorno seguente il gruppo fu localizzato da un sommergibile statunitense che tentò un attacco rimasto infruttuoso; il 6 altri quattro altri battelli effettuarono un assalto coordinato. Una fregata saltò in aria e il Kumano fu bersaglio per un totale di ventitré siluri e, nonostante l'abilità manovriera del capitano Hitomi, due esplosero sulla dritta alle 10:52. Uno distrusse la prua posticcia e l'altro detonò nella sala macchine, aprendo una falla tale che tutte e quattro i locali turbine si allagarono; il Kumano perse potenza, sbandò di 11° e infine si fermò, ma i sommergibili non lo finirono. Sopraggiunse quindi la nave scorta Doryo Maru che, assicurato un cavo alle 19:30 circa, riuscì a trascinarlo da sola sino alla cittadina di Santa Cruz sulla costa occidentale di Luzon. Il porto fu raggiunto il pomeriggio del 7 novembre, dove già era confluita una parte del personale dell'arsenale di Manila allo scopo di rimettere in efficienza l'incrociatore: un dragamine fu incaricato di vigilare contro possibili attacchi di sommergibili mentre l'equipaggio collaborava ai lavori di ripristino. Il 25 novembre il Kumano, che gli americani sapevano ancorato a Santa Cruz, fu assaltato da una ventina di Helldiver e cinque-sei aerosiluranti Avenger, decollati dalla USS Ticonderoga espressamente per eliminare la nave giapponese. Impossibilitato a muoversi, l'incrociatore fu dapprima raggiunto da quattro bombe da 500 libbre che demolirono il ponte di poppa, i resti della prua e squarciarono la torre di comando, quasi uccidendo il capitano Hitomi; quindi gli aerosiluranti piazzarono alle 14:45 cinque siluri a babordo, aprendo grandi falle nello scafo. Mentre il Kumano iniziava a inclinarsi e ad affondare di prua, Hitomi ordinò l'abbandono nave e rimase in plancia a gestire l'evacuazione dell'equipaggio (fatto oggetto di alcuni mitragliamenti da parte dei velivoli statunitensi) sino a che l'incrociatore non fu del tutto capovolto. Lo scafo sprofondò infine alle 15:15 nella rada di Santa Cruz, profonda circa 33 metri (15°45′N 119°48′E), e dalle acque piene di rottami furono salvati 595 sopravvissuti.
Il 20 gennaio 1945 il Kumano fu depennato dai registri del naviglio della Marina imperiale.